# Justin Paulinier
Pierre Antoine Justin Paulinier (Pézenas, 29 gennaio 1815 – Pézenas, 12 novembre 1881) è stato un arcivescovo cattolico francese.

## Biografia
Il 30 marzo 1839, all'età di 24 anni, fu ordinato sacerdote. Nel 1848 fu nominato parroco di Pézenas e nel 1861 parroco di Saint-Roch.
Il 5 marzo 1870 fu eletto vescovo di Grenoble e ricevette la consacrazione episcopale il 28 agosto 1870 dall'arcivescovo di Lione Jacques-Marie-Achille Ginoulhiac. Il 3 agosto 1875 fu nominato arcivescovo di Besançon.

## Genealogia episcopale e successione apostolica
La genealogia episcopale è:
- Cardinale Scipione Rebiba
- Cardinale Giulio Antonio Santori
- Cardinale Girolamo Bernerio, O.P.
- Arcivescovo Galeazzo Sanvitale
- Cardinale Ludovico Ludovisi
- Cardinale Luigi Caetani
- Cardinale Ulderico Carpegna
- Cardinale Paluzzo Paluzzi Altieri degli Albertoni
- Papa Benedetto XIII
- Papa Benedetto XIV
- Papa Clemente XIII
- Cardinale Giovanni Francesco Albani
- Cardinale Carlo Rezzonico
- Cardinale Antonio Dugnani
- Arcivescovo Jean-Charles de Coucy
- Arcivescovo Jean-Joseph-Marie-Victoire de Cosnac
- Arcivescovo Pierre-Marie-Joseph Darcimoles
- Arcivescovo Jacques-Marie-Achille Ginoulhiac
- Arcivescovo Pierre-Antoine-Justin Paulinier

La successione apostolica è:
- Vescovo Charles-Pierre-François Cotton (1875)
- Vescovo François-Nicolas-Xavier-Louis Besson (1875)
- Vescovo César-Joseph Marpot (1880)

## Araldica
| Stemma | Blasonatura |
| ------ | --- |
| \| \|  | Pierre-Antoine-Justin Paulinier Arcivescovo metropolita di Besançon Troncato: di rosso alle 2 chiavi d'oro, poste a scaglione, accompagnate da tre anatroccoli d'argento, al capo d'oro caricato di tre merletti di rosso |
|        | |